# Роберт IV де Умфравиль
Роберт (IV) де Умфравиль (англ. Robert de Umfraville; умер 27 января 1437) — английский рыцарь, феодальный барон Ридсдейла, последний представитель рода Умфравилей. Шериф графства Нортумберленд в 1401 и 1405 годах, рыцарь ордена Подвязки с 1408 года.

## Происхождение
Роберт происходил из англо-шотландского рода Умфравилей, представители которого занимали видное положение в англо-шотландском Пограничье благодаря стратегически важным владениям Прадо и Ридсдейл. Умфравили владевший обширными поместьями в Нортумберленде, Йоркшире, Ратленде и Саффолке.
Благодаря браку Гилберта II де Умфравиля с Матильдой (Мод), графиней Ангус, несколько представителей рода владели титулом графа Ангуса, однако он был утрачен после поражения Англии в войнах за независимость Шотландии. Кроме того, Гилберт IV де Умфравиль, 3-й граф Ангус продал в 1375 году самое значительное владение — феодальную баронию Прадо, Генри де Перси. Также в регионе в это время выросло значение других родов, в первую очередь Невиллов. Всё это привело к тому, что влияние Умфравилей в Северной Англии уменьшилось.
Роберт был младшим сыном сэра Томаса де Умфравиля, младшего сына Роберта III де Умфравиля, 2-го графа Ангуса. Хотя Томас и унаследовал после смерти своего брата Гилберта IV Ридсдейл, у него было не так много владений, в английский парламент он никогда не вызывался, хотя, судя по всему, приобрёл баронию Кайм. Кроме Роберта у Томаса от брака с Джоан Роддам был ещё один сын, Томас, который умер в 1391 году.

## Биография
Год рождения Роберта неизвестен, но в момент смерти отца в 1381 году он был несовершеннолетним.
Хронист Джон Хардинг, который позже поступил к Роберту на службу, упоминает, что тот в 1388 году сражался в Перси в битве при Оттерберне. Также Умфравиль, возможно, возглавил в 1390 году набег на Шотландию. В дальнейшем он подобные набеги предпринимал неоднократно. В 1390-е годы он начал получать назначения в различные правительственные комиссии в Нортумберленде, а в 1401 году был шерифом Нортумберленда.
После свержения Ричарда II Роберт принимал участие в возобновившихся англо-шотландских войнах. Хардинг указывает, что Умфравиль участвовал в успешных набегах и сражениях в Шотландии в 1399 и 1400 годах, а в 1402 году сражался в битве при Хомильдон-Хилле. Новый английский король Генрих IV ценил Роберта. 14 декабря 1402 года он назначил ему пожизненную ежегодную ренту в 40 фунтов. Тогда же он, вероятно, посвятил Умфравиля в рыцари, тем самым обеспечив его лояльность в столкновениях с Перси, с которыми тот был связан ранее. В 1404 году король передал Роберту должность констебля Берика, которую до этого занимал Генри Перси, граф Нортумберленд, а в 1405 году сделал констеблем замка Уоркуэрт и передал в пожизненное пользование баронию Лэнгли. Во время северного восстания архиепископа Йоркского Ричарда Скрупа Умфравиль присоединился к Ральфу Невиллу, 1-му графу Уэстморленду, а также снова стал шерифом Нортумберленда. В этот же период он активно участвовал в защите англо-шотландской границы, а его опыт сделал Ричарда ценным советником королевского сына Джона, который был хранителем Восточной Шотландской марки.
После 1403 года под опекой Роберта оказалась барония Ридсдейл, владельцем которой был несовершеннолетний Гилберт де Умфравиль, сын его старшего брата Томаса, умершего в 1391 году. 4 сентября 1407 года Ричард присутствовал в Даремском соборе на интронизации нового епископа, Томаса Лэнгли. При этом его сопровождал племянник. В 1408 году дядя и племянник совершили жестокий набег в Тивиотдейл. Позже они совершили ещё один набег — на Джедборо. За свои заслуги Умфравиль в сентябре 1408 года был сделан рыцарем ордена Подвязки, что было большой честью для младшего сына, не имеющего серьёзных перспектив.
В дальнейшем Роберт продолжал бороться с шотландцами на суше и на море. В 1410 году он в качестве лейтенанта Севера при адмирале Томасе Бофорте возглавил набег на шотландские корабли в Ферт-оф-Форте. 11 июля 1411 года Роберту передали опеку над замком Роксбург на 6 лет. После восхождения на престол Генриха V новый король подтвердил пожалованную тому ренту; позже её подтвердил и Генрих VI. Однако Умфравиля подозревали в остаточной лояльности роду Перси, наследник которых укрывался в Шотландии, а также в симпатиях к Саутгемптоноскому заговору 1415 года. При этом нет каких-то доказательств его причастности к заговору; когда в конце июля произошло вторжение шотландцев, Роберт разбил их. Но Генрих V решил не рисковать, сняв с должности констебля Роксбурга и вызвав его 5 августа к себе. Хотя Роберт, возможно, не успел присоединиться к королевской армии, которая отправилась во Францию в поход, которым возобновилась Столетняя война, и не участвовал в осенней кампании, однако уже в следующем году он служил королю во Франции.
Роберт вернулся в Северную Англию к 1417 году, когда успешно защитил Берик во время «грязного набега» герцога Олбани. В течение 2 последующих лет он отомстил за нарушение шотландцами перемирия, проведя серию жестоких набегов на их города. Его кульминацией стало нападение в 1419 году на Пиблс, который сжёг в разгар базарного дня, за что получил прозвище «Робин Почини Рынок» (англ. Robin Mendmarket). По словам историка Александра Роуза, в то время как король Генрих V «разорял Кан и продвигался к беззащитным Байё и Лизьё... Сэр Роберт Умфравиль, его самый безжалостный лейтенант, [имел] полную свободу действий, чтобы в течение двух лет жестоко разорять Юго-Восточную Шотландию».
22 марта 1421 года в битве при Боже погиб Гилберт де Умфравиль. Детей он не оставил, поэтому Роберт унаследовал Ридсдейл в Нортумберленде (администратором которого он был и при жизни племянника) и Кайм в Линкольншире. В результате он получил территориальную базу в Нортумберленде взамен баронии Лэнгли, утраченной после восстановления Перси в 1414 году. В англо-шотландском пограничье Роберт был активен до конца своей карьеры, обычно занимая должность лейтенанта в Восточной марке, хранителем которой был Генри Перси, 2-й граф Нортумберленд. Он присутствовал на всех крупных собраниях, которые организовывались для переговоров о перемирии, иногда отправлялся с посольствами в Шотландию. Также он выполнял обязанности хранителя мира в Нортумбрии. В этом качестве он занимался урегулированием конфликта между семьями Херонов (из замка Форд) и Маннерсов, возникший после убийства Уильяма Херона который в 1428—1431 годах угрожал миру в графствах. Умфравиль поддержал требования вдовы убитого о справедливости и помог примирить враждующие стороны; итоговая церемония примирения состоялась в Ньюкасле 24 мая 1431 года.
В Северной Англии Роберт был достаточно уважаемой фигурой и был другом приора Дарема Джона Уэссингтона. 3 июля 1419 года он вместе с женой Изабеллой стал членом даремского братства. Свою лояльность и религиозную преданность Роберт продемонстрировал, отдав 27 июня 1428 года поместье Фарнакрес, расположенное к юго-западу от Ньюкасла, чтобы построить часовню для поминания себя, жены, королей Генриха IV и Генриха V, а также всех прошлых, настоящих и будущих рыцарей ордена Подвязки.
14 марта 1436 года Роберт получил последнее в своей жизни распоряжение провести переговоры об англо-шотландском перемирии. Он умер 27 января 1437 года и был похоронен в Ньюминстерском аббатстве. Его вдова Изабелла умерла 31 декабря 1438 года и была похоронена рядом с мужем. Роберт не оставил детей и был последним представителем рода Умфравилей. Наследником владений стал его двоюродный брат Уильям Тэлбойз.
На момент смерти Роберта Англия находилась в состоянии войны с Шотландией, поэтому его владения в Нортумберленде, как говорили, были обесценены из-за разорения шотландцами. За год до этого же поместья в Нортумберленде, Йоркшире, Линкольншире и Дареме приносили доход в 400 марок в год, хотя, вероятно, это был доход только от линкольнширских поместий. В мирное время, по ожиданиям, принадлежавшие ему 27600 акров пастбищ в вересковой пустоши в Ридсдейле и его окрестностях должны были приносить доход, но Джон Хардинг упоминал о частых набегах на них.
Хардинг ставил Роберта в пример королю Генриху VI. И эта похвала подтверждается мнением королевского совета, который писал от имени короля в 1426 году, признавая его «великие и выдающиеся заслуги», а также упоминая о той пользе, которую он приносил королевству.

## Брак
Жена: Изабелла (умерла 31 декабря 1438). Брак был бездетным.